# Mira Danilova
Mira Danilova, slovenska gledališka igralka in pedagoginja, * 3. junij 1899, Ljubljana, † 3. februar 1979, Ljubljana.

## Življenje in delo
Mira Danilova, rojena Cerar, hči umetniškega para Avguste in Antona Danilo je pričela nastopat pred 1. svetovno vojno, nadaljevala v Danilovem Malem gledališču (1914–1915) in bila članica ljubljanske Drame nepretrgano od 1918 do upokojitve 1952. Šolala se je v gledališki šoli Združenja gledaliških igralcev v Ljubljani (1923–1924) in na dunajski glasbeni in gledališki akademiji (1926). Sprva je igrala otroške, mladostne in sentimentalne vloge, po vrnitvi iz Dunaja pa je postala najbolj prvinska in vsestranska ter eruptivna interpretinja karakternih vlog. Vse bolj pa se posvečala tudi pedagoškemu delu na Akademiji za gledališče, radio, film in televizijo v Ljubljani, kjer je bila sprva honorarna predavateljica (1946–1954), potem pa izredna profesorica (1954–1965). Za umetniško in pedagoško delo je dvakrat prejela Prešernovo nagrado (1948, 1955) in Borštnikov prstan (1973). 